# Ha Jung-Eun
Ha Jung-Eun (en coreano: 하정은; Busan, 26 de abril de 1987) es una deportista surcoreana que compitió en bádminton. Ganó una medalla de bronce en el Campeonato Mundial de Bádminton de 2010 en la prueba de dobles mixto.

## Palmarés internacional
| Campeonato Mundial | Campeonato Mundial | Campeonato Mundial | Campeonato Mundial |
| Año                | Lugar              | Medalla            | Prueba             |
| ------------------ | ------------------ | ------------------ | ------------------ |
| 2010               | París (Francia)    | Medalla de bronce  | Dobles mixto       |